# Sigarenindustrie in de Benelux

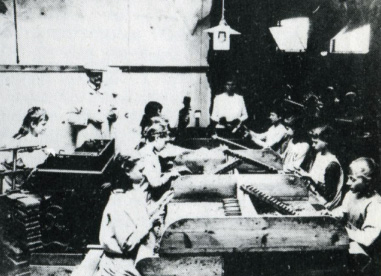
Sigarenfabriek te Tilburg in circa 1890

Dit artikel behandelt de sigarenindustrie in de Benelux.
De sigarenindustrie in Nederland behoorde ooit tot de belangrijkste ter wereld, maar er is weinig van over. Vele sigarenfabrieken werden in de laatste decennia van de 19e eeuw opgericht en een groot aantal daarvan waren nog in bedrijf tot aan het eind van de jaren 60 van de 20e eeuw. In de Benelux werden anno 2010 de meeste sigaren in België vervaardigd.

## Voormalige sigarenproducenten

### Nederland

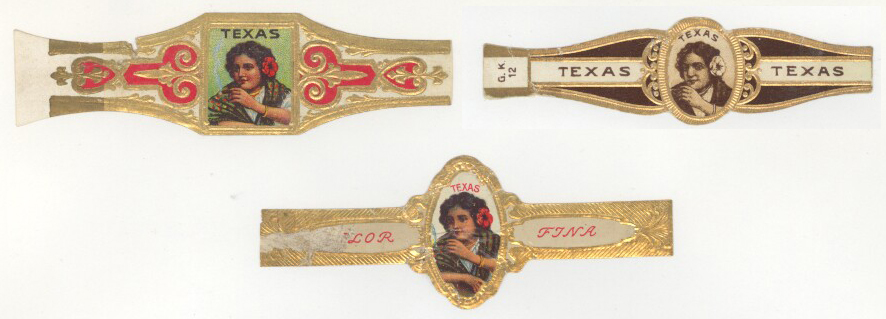
Sigarenbandjes van Firma Hoekx en Maas, Valkenswaard

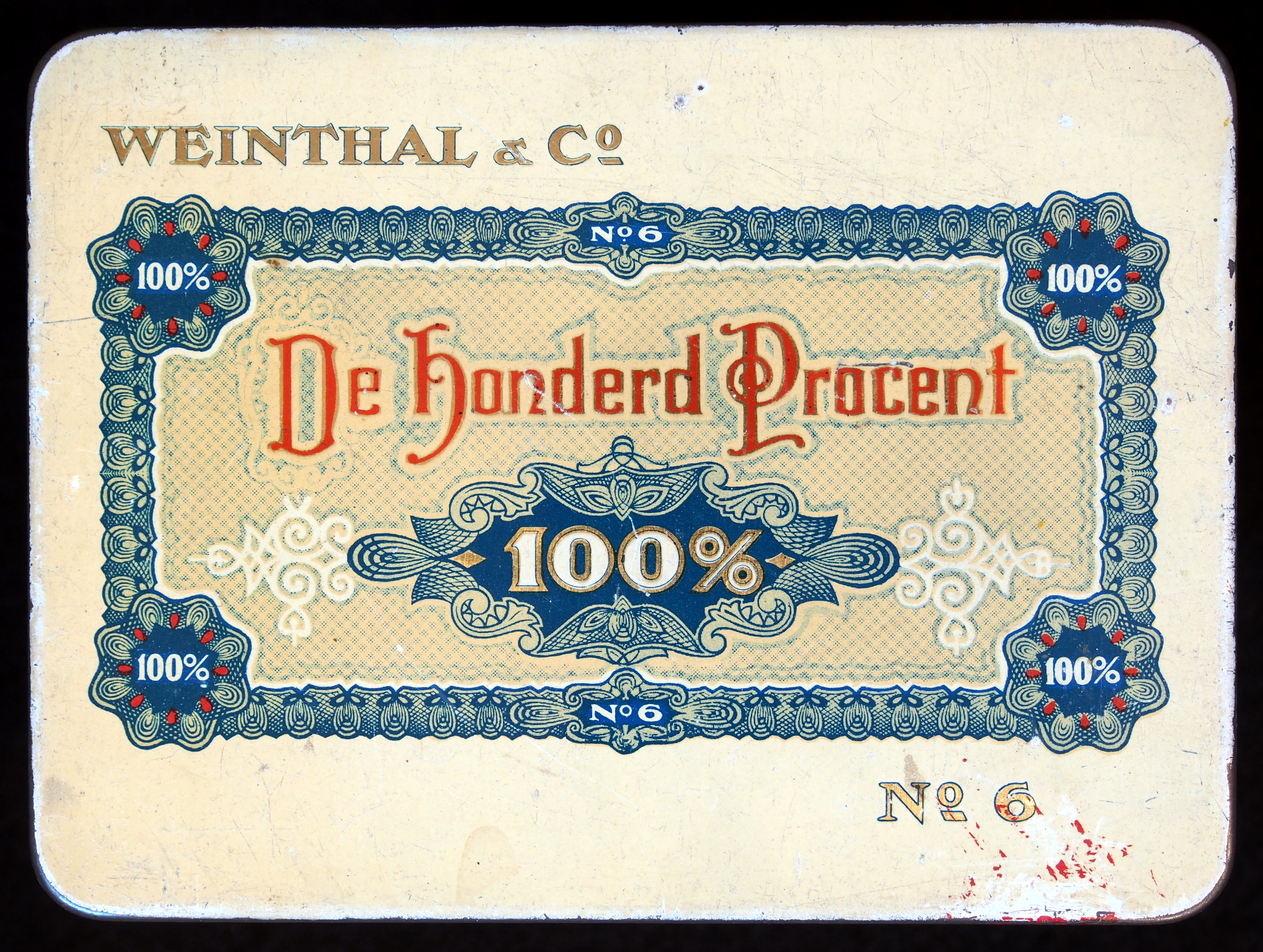
Sigarenblikje van het merk
Weinthal & Co

#### Noord-Brabant
In het verleden was de sigarenindustrie in Eindhoven zeer belangrijk. Op het eind van de 19e eeuw werd de stad wel La ville fumée (de gerookte stad) genoemd. Er waren meer dan vijftien sigarenfabrieken, waaronder enkele zeer grote, zoals Karel I, Senator en Aida.
Ook de omgeving van Eindhoven, met name de Kempen, kende de nodige fabrieken, en wel te Bladel (Derk de Vries), Duizel (Agio), Eersel (Henri Wintermans), Hapert (Cadena en Claassen), Valkenswaard (Willem II, Botycos en Hofnar) (sigarenindustrie Valkenswaard), Waalre (Swane), Zeelst Duc George, Veldhoven Velasquez, Sint-Oedenrode (Mignot & De Block, filiaal van Eindhoven).
Verder waren er fabrieken in Boxtel (La Paz en Elisabeth Bas). In Cuijk waren de Victor Hugo fabrieken te vinden. In Tilburg werd de Gulden Vlies sigaar vervaardigd en in 's-Hertogenbosch waren de fabrieken van Eugène Goulmy & Baar te vinden.

#### Provincie Utrecht
Ook de sigarenindustrie van Veenendaal was beroemd, met grote fabrieken zoals Panter en Ritmeester. Nabijgelegen Wageningen huisvestte de Schimmelpenninck fabrieken.
Amersfoort had een fabriek van Otto Roelofs, terwijl in Utrecht zelf het sigarenmerk Carl Upmann werd geproduceerd. Verder was in Utrecht G. Ribbius Peletier de eerste in Nederland die meisjes en vrouwen werk verschafte in zijn fabriek, met gescheiden werkplekken voor mannen en vrouwen. Uit Baarn kwam het merk Washington en uit Culemborg Graaf Egbert.

#### Provincie Overijssel
In Overijssel was Kampen bekend als een echte sigarenstad, met bekende merken zoals Balmoral, Uiltje, Nederlandsche Munt en Wascana. In Deventer waren eveneens meerdere sigarenfabrieken te vinden, waaronder aan de Tabakswal.

#### Provincie Limburg
Tussen eind 19e en begin 20e eeuw werden ook in Roermond diverse sigarenfabrieken opgericht. Bekende fabrikanten waren hier onder andere Ernst Casimir en Gebr. Jacobs.
Verder waren er in Limburg ook sigarenfabrieken in Beek (Weduwe Hennekens, Retera, Alph. Garé, Romans, Spronken) en Tegelen (Vossen-Breuers).

#### Provincie Groningen
Daarnaast waren er in Groningen bijvoorbeeld ook sigarenfabrikanten in Nieuwe Pekela (Champ Clark en Lugano).

### België
In België vond men vooral sigarenfabrieken in de provincie Antwerpen, en wel in Antwerpen (Mercator en Verellen), Arendonk (Verellen, Karel I, Alto, Dante en P. P. Rubens), Diest (Jubilé) en Westerlo (Don Diaz, Jubilé, en Cogetama). Ook in Leuven was een fabriek (van der Elst), evenals in Zwevegem (J. Cortès), in Jabbeke (Bogaert), in Handzame (Neos), en in Maldegem (Janssens). In Wallonië was een fabriek te Luik (TAF).

### Luxemburg
In Luxemburg waren er naast de hoofdstad Luxemburg (Huss, Heintz Van Landewyck, F. & M. Cahen, Willy Capus) ook sigarenfabrieken in Bonnevoie (Tinchant), Echternach (Franz Kries) en Ettelbruck (Fixmer, Charles Mostert).

## Hulpindustrie
Wanneer er sigaren werden geproduceerd, waren er ook fabrieken nodig voor de levering van hulpgoederen. Dit betrof voornamelijk de houtverwerkende industrie voor het vervaardigen van sigarenkistjes, waaruit ook de fineerindustrie is ontstaan. Een bekende producent van sigarenkistjes was bijvoorbeeld de firma J. Bruning & zoon.
Producenten van blikken waren eveneens belangrijk en veelgevraagd. Daarnaast waren er speciale sigarenbandjesdrukkerijen en bedrijven die de houten mallen (of sigarenplanken) vervaardigden, welke door de sigarenmakers gebruikt werden.

## Einde bloeitijd
Door de opmars van de sigaret, de automatisering (de sigarenmachine werd in de jaren 50 van de 20e eeuw ingevoerd), en de overbrenging van de productie naar de lagelonenlanden verdween veel werkgelegenheid in de sigarenindustrie. Tegen het einde van de jaren 70 van de 20e eeuw waren de meeste gesloten. Toch staan Nederland en België nog op de tweede respectievelijk de vierde plaats van de sigaren producerende landen met een productie van 2,3 respectievelijk 1,1 miljard stuks per jaar. Maar hadden vroeger alleen de Karel I fabrieken al 2500 mensen in dienst, tegenwoordig werken er nog 850 mensen voor Nederlandse sigarenbedrijven, alsmede 950 in de Belgische productiebedrijven (stand 2003). De verhuizing van de productiebedrijven naar België had te maken met subsidies voor nieuw te vestigen bedrijven na de mijnsluitingen, alsmede het feit dat in Nederland toch al veel Belgisch (vrouwelijk) personeel werkte. Halffabricaten voor de productie in Europa worden vervaardigd in Indonesië, Sri Lanka en in Midden-Amerika, waar ook de tabak vandaan komt.